# Кеннедия
Кеннедия (лат. Kennedia) — небольшой род растений семейства Бобовые (Fabaceae), происходящих из Австралии.
Многолетние травы и лежачие или вьющиеся полукустарники с тройчатыми или пятеричными листьями и крупными прилистниками.

## Виды
Род включает 15 видов.
Список видов:
- Kennedia beckxiana F.Muell.
- Kennedia carinata (Benth.) Van Houtte
- Kennedia coccinea (Curtis) Vent.
- Kennedia exaltata Bailey
- Kennedia eximia Lindl. ex Paxton
- Kennedia glabrata Lindl. — Кеннедия нортклиффская
- Kennedia macrophylla Lindl.
- Kennedia microphylla Meisn.
- Kennedia nigricans Lindl.
- Kennedia procurrens Benth.
- Kennedia prorepens (F.Muell.) F.Muell.
- Kennedia prostrata R.Br.
- Kennedia retrorsa Hemsl.
- Kennedia rubicunda (Schneev.) Vent. typus[2]
- Kennedia stirlingii Lindl.